# Sysstema concinna
Sysstema concinna är en fjärilsart som beskrevs av W. Warren 1893. Sysstema concinna ingår i släktet Sysstema och familjen mätare. Inga underarter finns listade i Catalogue of Life.